# Kwak Tae-hwi
Dans ce nom coréen, le nom de famille, Kwak, précède le nom personnel.
Kwak Tae-hwi (en coréen : 곽태휘), né le 8 juillet 1981 à Chilgok en Corée du Sud, est un footballeur international sud-coréen, qui évolue au poste de défenseur.

## Palmarès

### En club
- Avec le  FC Séoul
  - Champion de Corée du Sud en 2016
  - Vainqueur de la Coupe de la Ligue en 2006

- Avec le  Chunnam Dragons
  - Vainqueur de la Coupe de Corée du Sud en 2007

- Avec l' Ulsan Hyundai
  - Vainqueur de la Ligue des champions de l'AFC en 2012
  - Vainqueur de la Coupe de la Ligue en 2011

- Avec  Al-Hilal Riyad
  - Vainqueur de la Coupe du Roi des champions en 2015
  - Vainqueur de la Supercoupe d'Arabie saoudite en 2015
  - Vainqueur de la Coupe d'Arabie saoudite en 2016

### En sélection
- Avec la  Corée du Sud
  - Finaliste de la Coupe d'Asie en 2015
  - Troisième de la Coupe d'Asie en 2011

### Distinctions personnelles
- Nommé dans l'équipe type de la Coupe d'Asie en 2015
- Nommé dans l'équipe type de la K League en 2011 et 2012
- Nommé dans l'équipe type de la Ligue des champions de l'AFC en 2014